# Cornicularia
Cornicularia is een geslacht van korstmossen dat behoort tot de orde Lecanorales van de ascomyceten.

## Soorten
Volgens Index Fungorum telt het geslacht een soort (peildatum maart 2023):
| Soortnaam               | Auteur(s)           | Publicatiejaar |
| ----------------------- | ------------------- | -------------- |
| Cornicularia normoerica | (Gunnerus) Du Rietz | 1926           |